# Titna (rivière)
La rivière Titna est un cours d'eau d'Alaska, aux États-Unis située dans la Région de recensement de Yukon-Koyukuk. C'est un affluent  de la Nowitna elle-même affluent du Yukon.

## Description
Longue de 80 milles (129 km), elle coule en direction de l'ouest pour se jeter dans la rivière Nowitna à 31 milles (50 km) au sud-est des monts Monzonite.
Son nom a été référencé en 1915 par H. M. Eakinlui.

## Sources
- (en) « Titna (rivière) », Geographic Names Information System